# Miss Rio de Janeiro 2012
Miss Rio de Janeiro 2012 foi a 57ª edição do tradicional concurso de beleza feminino de Miss Rio de Janeiro, válido para a disputa de Miss Brasil 2012, único caminho para o Miss Universo. O concurso foi coordenado pela empresária Susana Cardoso e ocorreu na boate "Porão Hall", em Volta Redonda  com a presença de vinte e uma (21) candidatas de distintos municípios do Estado. A detentora do título no ano anterior, Mariana Figueiredo, coroou a sucessora no final do evento, sendo esta a represente de Búzios, a mineira Rayanne Morais.

## Resultados

### Colocações
| Posição               | Município e Candidata |
| --------------------- | --- |
| Vencedora             | - Armação dos Búzios - Rayanne Morais |
| 2º. Lugar             | - Paraty - Isabel Correa |
| 3º. Lugar             | - Volta Redonda - Mayara Fernandes |
| 4º. Lugar             | - Rio de Janeiro - Renata Silveira |
| 5º. Lugar             | - Arraial do Cabo - Anna Carolina Guida |
| Top 10 Semifinalistas | - Cachoeiras de Macacu - Luíza Chagas - Niterói - Nayana Arruti - Nova Iguaçu - Rafaela Borba - Petrópolis - Camille Leite - São Gonçalo - Juliana Rios |

### Prêmios Especiais
Foram distribuídos os seguintes prêmios este ano:
| Posição        | Município e Candidata               |
| -------------- | ----------------------------------- |
| Miss Simpatia  | - Angra dos Reis - Marcela Bernardo |
| Miss Fotogenia | - Nova Iguaçu - Rafaela Borba       |
| Miss Talento   | - Paraty - Isabel Correa            |

### Ordem do anúncio

#### Top 10
1. Nova Iguaçu
2. Cachoeiras de Macacu
3. Petrópolis
4. Armação dos Búzios
5. São Gonçalo
6. Paraty
7. Arraial do Cabo
8. Niterói
9. Rio de Janeiro
10. Volta Redonda

## Candidatas
Disputaram o título este ano:
| - Angra dos Reis - Marcela Bernardo - Armação dos Búzios - Rayanne Morais - Arraial do Cabo - Anna Carolina Guida - Barra Mansa - Maíra Bullos - Cachoeiras de Macacu - Luíza Chagas † - Campos dos Goytacazes - Juliana Pires - Cantagalo - Duanny Flores | - Duque de Caxias - Milene Carvalho - Magé - Thaís Ricardo - Maricá - Paula Cury - Mesquita - Samantha Alencar - Niterói - Nayana Arruti - Nova Friburgo - Maria Fernanda Braga - Nova Iguaçu - Rafaela Borba | - Paraty - Isabel Correa - Petrópolis - Camille Leite - Rio de Janeiro - Renata Silveira - São Gonçalo - Juliana Rios - São João de Meriti - Jéssica Obaia - Seropédica - Úrsula Milcharek - Volta Redonda - Mayara Fernandes |

## Controvérsias

### Manifesto
A mineira Rayanne Morais  já havia disputado o Miss Brasil 2009 pelo seu Estado natal e terminou o concurso na segunda colocação. Seu retorno ao concurso disputando pelo Estado carioca já havia causado transtorno entre as candidatas cariocas, que supostamente estariam sendo "enganadas", devido à idade de Rayanne e sua altura, que iriam contra o regulamento do Miss Brasil. Na época, candidatas com altura inferior à 1.70 e com idade superior à 25 anos não poderiam competir. Parte das candidatas realizaram uma manifestação na Praia de Ipanema  no dia 1º de Setembro  alegando que o concurso havia sido corrompido pela organização da empresária Susana Cardoso.

### Carta Protesto
Todas as candidatas ainda redigiram uma "carta protesto" alegando as irregularidades, que foi divulgada na íntegra para os principais veículos de comunicação do País:

| “ | Nós, misses estaduais, candidatas ao mesmo concurso em que Rayanne Morais, também gostaríamos de deixar nossa versão da história pra que todos os lados sejam expostos e a história seja bem mais completa. Somos Misses, somos mulheres, somos seres humanos acima de tudo. Então merecemos respeito de quem quer que seja. Coisa que não passou perto de nós no último sábado, dia 25 de agosto de 2012. Um concurso que é considerado o maior de todos os tempos e que tinha tudo pra oferecer uma visibilidade incrível para todas, se tornou para nós, misses Municipais do Rio, uma verdadeira palhaçada. Fomos feitas de idiotas, palhaças e figurantes. Não só nós, mas todos que nos apoiavam e se envolveram. Familiares, patrocinadores, moradores da nossa cidade, torcida… Todos. Rayanne Moraes como todos sabem, tem sua história no mundo miss. Em 2009 ficou em segundo lugar no Miss Brasil. E como regra do concurso, ela não poderia voltar como candidata porque, sendo segundo lugar no Miss Brasil, ganhou o título para representar o nosso país em outro concurso; o “Miss Internacional”. E essa foi a primeira polêmica. Quem já representou o Brasil em concursos internacionais, não poderia mais participar de nenhum concurso da franquia “Miss Universo”. Tal regra foi mudada recentemente e coincidiu com a divulgação de retorno de Rayanne Morais ao mundo dos concursos. Mas porque mudar uma regra que só beneficiaria uma candidata? Somente Rayanne pôde se beneficiar com a mudança pois, faltando somente o concurso no Rio de Janeiro, outras candidatas que já representaram o Brasil internacionalmente não puderam usufruir de tal vantagem. Pessoas com influência no mundo Miss comentavam todos os dias em sites especializados que o título de Rayanne já havia sido comprado. No dia 16 de agosto, foi publicado um comentário no grupo Miss SemCensura no Facebook que afirmava ter conhecimento de uma reunião a portas fechadas na Band. Presentes: Rayanne, Latino e clã Saad. Curiosa, uma de nós perguntou à Rayanne se realmente houve uma reunião e ela confirmou. A coordenadora do concurso, a sr.a Susana Cardoso nos comunicou a possível participação da mineira como se fosse totalmente limpa e correta. Mal paramos pra pensar na desigualdade que seria essa competição e várias outras coisas vieram à tona: Rayanne é de Minas. Ninguém pode participar em outros estados quando bem entende. Rayanne não foi coroada Miss Armação dos Búzios (como todas as outras misses precisam ser, por regra em contrato, e como todas as outras foram). Rayanne tem visivelmente bem menos que 1,70m, o que em contrato também não é permitido; 1,70m é a altura mínima. A idade limite para participar é 25 anos não completos. Rayanne declara ter 24 anos mas ninguém sabe a idade verdadeira da candidata. Cada site e vídeo nos dá uma idade diferente. No concurso Miss Brasil 2009, Adriane Galisteu anunciou a Miss Minas Gerais com 23 anos. Se assim for, hoje ela teria 27 anos. Começamos a notar o tratamento diferenciado já no primeiro dia da “semana de confinamento” em Volta Redonda. A organizadora corria atrás dos jornalistas distribuindo panfletos trazidos pela candidata Rayanne dizendo que a mesma era noiva do Latino. Neste panfleto havia informações sobre suas medidas (1,74m de altura, 90 de quadril, 60 de cintura e 90 de busto) e seu currículo com títulos de Miss, curso de oratória nos EUA, entre outros cursos. Vários outros episódios durante a semana do concurso nos mostrou o quanto tudo estava armado pra que ela fosse beneficiada e se destacasse de todo o resto do grupo. Durante semanas, a coordenadora do Miss Rio de Janeiro, a sr.a Susana Cardoso, nos dizia que seria obrigatório o uso do vestido cedido pelo estilista que estava patrocinando o evento. Mas somente no dia anterior da nossa ida para o hotel é que foi divulgado que poderíamos usar o vestido, sapato e acessório que quiséssemos no desfile de gala. Eu, por exemplo, só soube quando já estava no hotel, não havendo tempo de conseguir vestido nenhum, até porque não poderíamos sair nem nos comunicar com ninguém, só podíamos usar o telefone de noite. Rayanne usou um luxuoso vestido do estilista Alexandre Dutra, o mesmo estilista que vestiu Leila Lopes, Miss Universo 2011. Não foi difícil se destacar entre nós com tanto luxo e bordados. Outra informação que caiu como uma bomba em nossas cabeças foi um vídeo onde a ex-Miss Minas Gerais 2009 declarava ter sido convidada para representar o Estado do Rio de Janeiro no Miss Brasil. Nessa entrevista, realizada em maio de 2012, ela dizia também ter cancelado os planos de casamento para outubro pois precisaria continuar solteira no ano de seu reinado. Com isso, ficou claro que além de dar como certo o título de “Miss Rio de Janeiro”, seria certo também o título de “Miss Brasil”. Tal convite, se feito pela organização do concurso, implicaria má fé da mesma no recolhimento de inscrições para concursos municipais onde mais de 100 candidatas foram iludidas com a disponibilidade de uma vaga de Miss RJ que nunca existiu. A presença de jurados com relacionamento de amizade com os noivos (comprovada por fotos) foi o ápice da armação. Entre eles, posso citar o promoter David Brazil, grande amigo de Latino, Flavio Prescott, amigo e cabeleireiro de Rayanne e a socialite Liege Monteiro de Carvalho, amiga de Latino. Muitos nos perguntaram porque não abandonamos o concurso se estávamos tão insatisfeitas. Porque ao contrário de Rayanne, as regras do contrato eram válidas para nós. Quem abandonasse o concurso, deveria pagar uma multa de 30 mil reais. Sob essa ameaça contratual, fomos obrigadas a resistir, mesmo nos sentindo humilhadas e coagidas em servir de figuração. No mesmo contrato que estipulava a altura mínima, havia uma cláusula dizendo que a vencedora não poderia se afastar do Estado do RJ nos 3 dias seguintes ao concurso. Em menos de 24 horas, Rayanne já estava em um avião, rumos aos Estados Unidos. A participação de Rayanne no concurso foi totalmente marcada por vaias. Vaias que a mídia até agora fez questão de omitir ou dividir com aplausos que nunca existiram. Vaias tão fortes que impediram a transmissão na televisão pois ficou impossível editar o áudio. Vaias que nos deram força para nos manifestar contra tudo que aconteceu abraçando nossa amiga Isabel Correa, a segunda colocada. Nos retiramos do palco e, quando tentamos voltar de mãos dadas para cumprimentar o público, fomos impedidas por seguranças. Enfim, Rayanne pode ter levado a coroa. Mas nós ficamos com a majestade. | ” |